# Thuma Peak
Thuma Peak är en bergstopp i Antarktis. Den ligger i Västantarktis. Argentina, Chile och Storbritannien gör anspråk på området. Toppen på Thuma Peak är 5 meter över havet.
Terrängen runt Thuma Peak är platt åt sydost, men åt nordväst är den kuperad. Havet är nära Thuma Peak åt nordost. Trakten är obefolkad. Det finns inga samhällen i närheten. 